# Associazione Calcio Prato 1995-1996
Questa pagina raccoglie le informazioni riguardanti l'Associazione Calcio Prato nelle competizioni ufficiali della stagione 1995-1996.

## Rosa
| N. |                   | Ruolo | Calciatore             |
| -- | ----------------- | ----- | ---------------------- |
|    | Italia (bandiera) |       | Arno                   |
|    | Italia (bandiera) | A     | Eddy Baggio (II)       |
|    | Italia (bandiera) | D     | Davide Barni           |
|    | Italia (bandiera) | C     | Davide Bolognesi       |
|    | Italia (bandiera) | P     | Alessandro Brunetti    |
|    | Italia (bandiera) | D     | Roberto Bucchioni      |
|    | Italia (bandiera) | A     | Gianni Califano        |
|    | Italia (bandiera) | C     | Francesco Campolattano |
|    | Italia (bandiera) | D     | Flavio Chiti           |
|    | Italia (bandiera) | C     | Christian Cimarelli    |
|    | Italia (bandiera) | P     | Carlo Cudicini         |
|    | Italia (bandiera) | C     | Roberto D'Aversa       |
|    | Italia (bandiera) | A     | Francesco De Francesco |
|    | Italia (bandiera) |       | Di Serio               |

| N. |                   | Ruolo | Calciatore          |
| -- | ----------------- | ----- | ------------------- |
|    | Italia (bandiera) | C     | Alessandro Doga     |
|    | Italia (bandiera) | C     | Vincenzo Esposito   |
|    | Italia (bandiera) | A     | Nunzio Falco        |
|    | Italia (bandiera) | C     | Massimo Gallaccio   |
|    | Italia (bandiera) | D     | Mario Giannoni      |
|    | Italia (bandiera) | C     | Alessandro Mammi    |
|    | Italia (bandiera) | C     | Roberto Marchisio   |
|    | Italia (bandiera) | D     | Claudio Mascheretti |
|    | Italia (bandiera) | D     | Mario Masini        |
|    | Italia (bandiera) | C     | Damiano Moscardi    |
|    | Italia (bandiera) | P     | Francesco Palmieri  |
|    | Italia (bandiera) | P     | Andrea Pazzagli     |
|    | Italia (bandiera) | C     | Luca Vigna          |

## Risultati

### Campionato

#### Girone di andata
| 27 agosto 1995 1ª giornata | SPAL | 3 – 1 | Prato |  |

| 3 settembre 1995 2ª giornata | Prato | 4 – 2 | Carrarese |  |

| 10 settembre 1995 3ª giornata | Prato | 1 – 0 | Como |  |

| 17 settembre 1995 4ª giornata | Modena | 2 – 0 | Prato |  |

| 24 settembre 1995 5ª giornata | Prato | 0 – 2 | Empoli |  |

| 1º ottobre 1995 6ª giornata | Montevarchi | 1 – 0 | Prato |  |

| 8 ottobre 1995 7ª giornata | Prato | 2 – 0 | Spezia |  |

| 15 ottobre 1995 8ª giornata | Saronno | 1 – 3 | Prato |  |

| 22 ottobre 1995 9ª giornata | Prato | 0 – 3 | Pro Sesto |  |

| 29 ottobre 1995 10ª giornata | Carpi | 1 – 1 | Prato |  |

| 12 novembre 1995 11ª giornata | Ravenna | 0 – 0 | Prato |  |

| 19 novembre 1995 12ª giornata | Prato | 0 – 0 | Monza |  |

| 26 novembre 1995 13ª giornata | Fiorenzuola | 1 – 1 | Prato |  |

| 3 dicembre 1995 14ª giornata | Prato | 0 – 1 | Massese |  |

| 10 dicembre 1995 15ª giornata | Brescello | 1 – 0 | Prato |  |

| 17 dicembre 1995 16ª giornata | Prato | 1 – 0 | Leffe |  |

| 30 dicembre 1995 17ª giornata | Alessandria | 0 – 2 | Prato |  |

#### Girone di ritorno
| 7 gennaio 1996 18ª giornata | Prato | 1 – 1 | SPAL |  |

| 14 gennaio 1996 19ª giornata | Carrarese | 0 – 1 | Prato |  |

| 28 gennaio 1996 20ª giornata | Como | 1 – 0 | Prato |  |

| 4 febbraio 1996 21ª giornata | Prato | 2 – 0 | Modena |  |

| 18 febbraio 1996 22ª giornata | Empoli | 0 – 0 | Prato |  |

| 25 febbraio 1996 23ª giornata | Prato | 3 – 3 | Montevarchi |  |

| 3 marzo 1996 24ª giornata | Spezia | 0 – 1 | Prato |  |

| 10 marzo 1996 25ª giornata | Prato | 2 – 1 | Saronno |  |

| 24 marzo 1996 26ª giornata | Pro Sesto | 2 – 0 | Prato |  |

| 31 marzo 1996 27ª giornata | Prato | 1 – 1 | Carpi |  |

| 7 aprile 1996 28ª giornata | Prato | 0 – 1 | Ravenna |  |

| 14 aprile 1996 29ª giornata | Monza | 2 – 2 | Prato |  |

| 21 aprile 1996 30ª giornata | Prato | 1 – 2 | Fiorenzuola |  |

| 5 maggio 1996 31ª giornata | Massese | 0 – 2 | Prato |  |

| 12 maggio 1996 32ª giornata | Prato | 2 – 0 | Brescello |  |

| 19 maggio 1996 33ª giornata | Leffe | 2 – 3 | Prato |  |

| 26 maggio 1996 34ª giornata | Prato | 0 – 1 | Alessandria |  |